# Diocèse de Down et Dromore
Le diocèse de Down et Dromore est un diocèse anglican de l'Église d'Irlande dépendant de la province d'Armagh.
Les cathédrales épiscopales sont celles de :
- Sainte-Trinité de Downpatrick,
- Christ Rédempteur de Dromore.